# ثييران
ثييران هو مركب عضوي حلقي غير متجانس مشبع له الصيغة الكيميائية C2H4S.
يتألف المركب بنيوياً من حلقة ثلاثية حاوية على ذرة كبريت واحدة، وهو يعد أبسط المركبات الحلقية الحاوية على الكبريت، وتسمى مشتقات المركب باسم ثييرانات.

## التحضير
يحضر الثييران من تفاعل كربونات الإيثيلين مع ثيوسيانات البوتاسيوم؛ حيث يعالج KSCN حرارياً لينصهر في الأول تحت الفراغ لإزالة الماء، ويتشكل سيانات البوتاسيوم بالإضافة إلى ثنائي أكسيد الكربون:
{\displaystyle \mathrm {KSCN\ +\ C_{2}H_{4}O_{2}CO\ \longrightarrow \ KOCN\ +\ C_{2}H_{4}S+\ CO_{2}} }
كما يمكن أن تتم عملية التحضير من تفاعل أكسيد الإيثيلين (الأكسيران) مع ثيويوريا في وسط مائي وبالتبريد، ويحصل على اليوريا كناتج ثانوي في العملية:

## الخواص
يوجد مركب ثييران في الشروط القياسية على شكل سائل أصفر اللون له رائحة منفرة. يبلغ طول الرابطة كربون-كبريت 181.9 بيكومتر، أما الرابطة كربون-كربون في المركب فطولها 149.2 بيكومتر؛ قي حين أن زاوية الرابطة C-S-C تبلغ 65°.
يتفاعل الثييران مع النكليوفيلات (محبات النوى) في تفاعل فاتح للحلقة، والذي يستخدم في تحضير الثيولات.
فعلى سبيل المثال يحدث تفاعل إضافة مع الأمينات ليشكل مركبات 2-مركبتو إيثيل أمين، والتي تعد من الربيطات المتمخلبة الجيدة.
{\displaystyle \mathrm {C_{2}H_{4}S\ +\ R_{2}NH\ \longrightarrow \ R_{2}NCH_{2}CH_{2}SH} }
أما مع الإيمينات فيتفاعل ليشكل مشتقات ثيازوليدين.

## ديثييران
تعرف مركبات ديثييران Dithiiranes عندما يكون هناك ذرتي كبريت في الحلقة الثلاثية؛ ويحصل عليها عند أكسدة ديثييتان (حلقة رباعية مشبعة حاوية على ذرتي كبريت).

## اقرأ أيضاً
- أزيريدين
- أزيرين
- أكسيران
- أكسيرين
- ثيان